# Discoporella
Discoporella is een geslacht van mosdiertjes uit de  familie van de Cupuladriidae en de orde Cheilostomatida. De wetenschappelijke naam van het geslacht werd in 1852 voor het eerst geldig gepubliceerd door Alcide d'Orbigny.

## Soorten
- Discoporella bocasdeltoroensis Herrera-Cubilla, Dick, Sanner & Jackson, 2008
- Discoporella conica Marcus & Marcus, 1962
- Discoporella cookae Herrera-Cubilla, Dick, Sanner & Jackson, 2008
- Discoporella depressa (Conrad, 1841)
- Discoporella gemmulifera Winston & Vieira, 2013
- Discoporella marcusorum Herrera-Cubilla, Dick, Sanner & Jackson, 2008
- Discoporella ocellata Cook, 1965
- Discoporella peltifera Herrera-Cubilla, Dick, Sanner & Jackson, 2008
- Discoporella reussiana (Manzoni, 1869)
- Discoporella salvadorensis Winston, Vieira & Woollacott, 2014
- Discoporella scutella Herrera-Cubilla, Dick, Sanner & Jackson, 2008
- Discoporella terminata Herrera-Cubilla, Dick, Sanner & Jackson, 2008
- Discoporella triangula Herrera-Cubilla, Dick, Sanner & Jackson, 2008
- Discoporella umbellata (Defrance, 1823)

Niet geaccepteerde soorten:
- Discoporella ciliata Busk, 1875 → Disporella pristis (MacGillivray, 1884)
- Discoporella flosculus Hincks, 1862 → Patinella flosculus (Hincks, 1862)
- Discoporella novae-zelandiae Busk, 1875 → Disporella novaehollandiae (d'Orbigny, 1853)